# Бабченко, Павел Степанович
Павел Степанович Бабченко (20 декабря 1915, Николаевка-Вировская, Белопольский район — 15 июня 2001, Люботин, Харьковская область) — помощник командира взвода конной разведки 520-го Дрогобичского стрелкового полка 167-й Сумско-Киевской стрелковой дивизии 60-й армии 4-го Украинского фронта, старший сержант — на момент представления к награждению орденом Славы 1-й степени.

## Биография
Родился 20 декабря 1915 года в селе Николаевка (ныне — посёлок городского типа Белопольского района Сумской области) в семье крестьянина. Украинец. Образование неполное среднее. Работал бригадиром в колхозе.
В Красной Армии в 1937—1941 годах. Служил в 112-м кавалерийском полку в городе Проскуров. Участник освободительного похода Красной Армии в Западную Украину в 1939 году. Вторично в Красной Армии с 1943 года. В действующей армии с сентября 1943 года. Принимал участие в освобождении Сумской области, форсировании Днепра, Одера, в боях на Правобережной Украине, в освобождении городов Станислава, Дрогобича, Праги. Был контужен.
В ночь с 15 на 16 декабря 1943 года в районе совхоза Ксаверовский Гребенковского района Киевской области действовал в составе группы захвата при успешной поимке языка с вражеских позиций за что был награждён орденом Красной Звезды приказ №:1/н от: 10.01.1944
Издан: 167 КСД 47 ск 40 А 1 Украинского фронта .
С 14 по 25 января 1944 года, будучи в окружении в р-не Тихоновка Лысинского р-на Киевской области, неоднократно ходил в разведку. 21 января 1944 года с группой бойцов находясь в разведке в р-не Александровского леса, внезапно напали на группу солдат немцев. При контратаке противника группой было уничтожено до 10 немецких солдат. При этом были захвачены и доставлены в штаб ценные документы. 27 января 1944 вместе с группой разведчиков на дороге Лысянка — Звенигородка, будучи в засаде, гранатами подбили три автомобиля с грузом противника, при этом уничтожили до 15 вражеских солдат. Приказом командира 167-й стрелковой дивизии №: 5/н от: 21.02.1944 награждён орденом Отечественной войны II степени.
Помощник командира взвода конной разведки 520-го Дрогобичского стрелкового полка старший сержант Павел Бабченко 20 июля 1944 года с группой разведчиков в глубине обороны противника у населенного пункта Тифиловка юго-западнее города Станислав, уничтожил охрану и захватил штаб, машину с ценными документами. Приказом командира 167-й стрелковой дивизии № 042/н от 10 августа 1944 года «за образцовое выполнение заданий командования в боях с немецко-фашистскими захватчиками» старший сержант Бабченко Павел Степанович награждён орденом Славы 3-й степени.
18 сентября 1944 года Павел Бабченко в составе разведывательной группы скрытно достиг вражеских траншей в районе города Санок, в результате чего противник оставил свои позиции. Бойцы разгромили вражеский штаб и захватили в плен командира батальона. С 18 сентября по 4 октября 1944 года Павел Бабченко лично истребил до 10 немцев, нескольких пленил. Приказом по войскам 1-й гвардейской армии № 061/н от 29 октября 1944 года «за образцовое выполнение заданий командования в боях с немецко-фашистскими захватчиками» старший сержант Бабченко Павел Степанович награждён орденом Славы 2-й степени.
Павел Бабченко при освобождении железнодорожной станции Ольза с 19 по 22 апреля 1945 года сразил из автомата около 10 гитлеровцев. Указом Президиума Верховного Совета СССР от 15 мая 1946 года за образцовое выполнение заданий командования в боях с немецко-фашистскими захватчиками старший сержант Бабченко Павел Степанович награждён орденом Славы 1-й степени, став полным кавалером ордена Славы.
В 1945 году П. С. Бабченко демобилизован. Жил в родном посёлке, работал кладовщиком в колхозе имени В. И. Ленина. Затем жил в городе Люботин Харьковской области. Умер 15 июня 2001 года. Похоронен в Люботине. Его имя выбито на памятном знаке землякам-героям в городе Белополье.

## Награды
Награждён орденами Отечественной войны 1-й и 2-й степени, Красной Звезды, Славы 1-й, 2-й и 3-й степени, медалями. 